# Tappeh Afshār
Tappeh Afshār (persiska: تپّه افشار) är en ort i Iran.   Den ligger i provinsen Kermanshah, i den nordvästra delen av landet, 400 km väster om huvudstaden Teheran. Tappeh Afshār ligger 1 309 meter över havet och antalet invånare är 342.
Terrängen runt Tappeh Afshār är varierad. Runt Tappeh Afshār är det ganska tätbefolkat, med 185 invånare per kvadratkilometer. Närmaste större samhälle är Kahrīz, 18,4 km söder om Tappeh Afshār. Trakten runt Tappeh Afshār består till största delen av jordbruksmark.